# Cumaragupta II
Cumaragupta II ou Kumaragupta II foi o nono imperador do Império Gupta, dinastia que se estendeu num período de tempo entre o ano de 240 e o ano 550. Governou entre 467 e 477. Foi antecedido no trono por Scandagupta e sucedido por Budagupta.